# 北京市通州区发展和改革委员会
39°56′11″N 116°41′44″E / 39.93634°N 116.69546°E
北京市通州区发展和改革委员会是北京市通州区人民政府的一个部门。

## 机构职责
机构的主要职责包括：
- 贯彻落实国家、本市关于国民经济和社会发展、经济体制改革和对外开放方面的法律、法规、规章和政策。拟订本区国民经济和社会发展战略、中长期规划和年度计划，并组织实施；根据国家和本市宏观调控要求，统筹协调经济社会发展，研究提出经济社会发展、经济结构调整的目标和政策措施；受区政府委托向区人民代表大会报告本区国民经济和社会发展计划及执行情况。
- 负责监测本区国民经济形势和社会发展态势，承担预测、预警和信息引导工作，研究宏观经济运行、总量平衡等重要问题。
- 承担指导推进和综合协调本区经济体制改革的责任；研究经济体制改革的重大问题，组织拟订综合性经济体制改革方案，协调有关专项经济体制改革，指导和协调经济体制改革试点工作；研究各类开发区改革与发展的重大问题，并协调相关政策的落实。
- 承担规划本区重大建设项目和生产力布局的责任；拟订全社会固定资产投资总规模和投资结构的调控目标、政策及措施；拟订本区全社会固定资产投资和重大项目中长期规划和年度实施计划，统筹安排本区财政性建设资金，组织拟订并实施区政府投资计划；按国家、本市及本区政府规定及权限审批、核准和上报固定资产投资建设项目、外资项目；引导民间投资的方向，研究提出利用外资和境外投资的战略、规划及相关政策；按规定指导和协调全区招标投标工作。
- 统筹规划和综合协调产业发展，推进本区经济结构战略性调整；组织拟订综合性产业政策，监督检查政策的执行情况并提出相关政策建议，协调第一、二、三产业发展的重大问题并衔接平衡相关发展规划和重大政策，衔接平衡国民经济和社会发展规划、计划；协调农业和农村经济发展的重大问题；会同有关部门拟订服务业发展战略、规划和重大政策；会同有关部门拟订现代物流业发展战略和规划；组织拟订高技术产业发展、产业技术进步的战略、规划和重大政策，推进重大科技成果产业化，协调重大科技基础设施、重大技术装备推广应用等方面的重大问题；组织协调区域合作工作，负责对口支援和帮扶工作。
- 承担本区价格管理责任；负责监测分析价格运行情况，组织落实国家和北京市的价格调控政策，落实市政府下达的定、调价方案；结合本区情况提出相关政策建议；按照权限对本区内企事业单位的商品价格及收费标准进行管理。
- 负责本区社会发展和国民经济发展的政策衔接，组织拟订社会发展战略、总体规划和年度计划；参与拟订人口和计划生育、科学技术、教育、文化、卫生、体育、民政等发展政策，推进社会事业建设，参与研究提出促进就业、调整收入分配、完善社会保障与经济协调发展的政策建议，协调社会事业发展和改革的重大问题。
- 研究提出本区经济社会可持续发展战略和措施；负责本区节能减排的综合协调工作；组织拟订发展循环经济、全社会能源资源节约和综合利用的规划及措施，并协调实施；参与生态建设、环境保护规划，协调生态建设、能源资源节约和综合利用的重大问题；综合协调节能环保产业和清洁生产促进有关工作。
- 负责组织拟订本区国民经济动员规划、计划；研究国民经济动员与国民经济、国防建设的关系，协调相关重大问题；负责组织实施国民经济动员工作。
- 承办区政府交办的其他事项。

## 领导
2021年2月，本机构的领导为：
- 甄宇：党组书记、主任、二级巡视员，兼任机关党总支书记。工作分工：主持区发展改革委全面工作
- 刘秀杰：副主任、三级调研员，兼机关新闻发言人、网络发言人。工作分工：负责综合规划、经济和社会发展政策研究等工作
- 周丰：党组成员、副主任、三级调研员。工作分工：负责全区产业发展、优化营商环境、扶贫及对口支援、区域协调发展等工作
- 张弘：党组成员、副主任、三级调研员。工作分工：负责全区固定资产投资、行政审批统筹协调、政务服务等工作
- 刘丹：党组成员、副主任。工作分工：负责全区节能综合协调、价格管理、价格认证等工作
- 张芳：党组成员、副主任。工作分工：负责全区社会事业发展、人口发展规划和综合协调、疏解整治促提升等工作
- 王学：二级调研员。工作分工：负责党建、纪检监察、机要、宣传、档案、督察、提案办理、政务信息公开、绩效任务统筹、统一战线、信访、资产管理等工作
- 杨新明：四级调研员，兼任机关党总支副书记、工会主席。工作分工：负责机关精神文明、史志、工会、妇联、计生等工作，协助分管机关党建工作
- 李红全：四级调研员。工作分工：负责国民经济和装备动员、机关安全、法制、政法等工作，协助分管价格认证中心

## 机构设置
2021年2月，本机构下设：
- 办公室
- 综合规划科
- 固定资产投资科
- 经济发展科
- 社会发展科
- 价格管理科
- 节约能源科
- 人口发展科
- 审批服务科
- 协同科
- 投融资服务中心
- 对口支援和经济合作服务中心
- 政府投资全过程管理服务中心
- 经济和社会发展政策研究中心